# 上犹江水库
上犹江水库位于中国江西省赣州市上犹县和崇义县之间。是以发电为主兼有防洪、灌溉、航运、过木、渔业等综合效益的水利枢纽。是中国大陆首座坝内式厂房，被誉为“江西水电母厂”。现为国家电投集团江西电力有限公司上犹江水电厂运营。
1955年3月开始建设，1957年10月建成。建设时淹没耕地25359亩，迁移人口23612人。

## 技术概况
坝址控制上犹江全流域面积的60%，多年平均流量81.5m3/s。设计百年一遇洪峰流量5600m3/s，相应五天洪量6.58亿m3；保证千年一遇洪峰流量7600m3/s，相应五天洪量8.1亿m3。正常高水位库容7.21亿m3。死库容2.50亿m3。防洪库容1.01亿m3。兴利库容4.71亿m3。
枢纽工程组成：
- 拦河混凝土空腹重力坝，共10个坝段，自右岸至左岸用10个天干命名。
- 溢流坝段的空腹坝内发电厂房[8]
- 坝顶变电站
- 河床部位的5个坝段（丙–庚），长80m，坝顶宽15.5m，建有五孔表孔溢洪道7X12m单孔溢洪量1130秒立方米，最高洪水位的最大泄量4940m3/s。堰顶高程184.5m。
- 右岸非常泄洪深水底孔有压隧洞全长310米内径7米最大泄洪能力930m3/s
- 左岸非溢流坝段的铁架搭起的竹木筏道（双台车绞道式干筏道，全长272.6米，筏道轨距4.7m），年翻坝能力10万m3。

电站装机容量4x1.5万kW，设计年发电量2.9亿kW·h，多年平均年发电量2.2亿kW·h。后经增容改造，装机容量达4x1.8万kW，多年平均年发电量2.33亿kW·h，保证出力1.79万Kw。10.5kV发电机系统，110kV4条出线。一直为赣南电网主力电厂。
大坝建成运行后，最大入库流量3210m3/s，泄洪道最大泄量2960m3/s（1961年6月，相当于20年一遇）。水库最高水位200.265m（1970年10月）。最低水位180.755m（1971年4月）。
泄洪时多开启2#、3#、4#号溢流表孔闸门，尽可能避免单孔长时间开启及左右两边闸孔（1#、5#）泄洪时对下游河床和两岸的冲刷。

## 历史
1954年初，为解决“一五”时期156项重点工程中占了3项的赣南钨矿（大吉山钨矿、西华山钨矿、岿美山钨矿）中有“世界钨都”美誉的位于大余县的西华山钨矿用电急需，经中央批准上犹江水电站列入“第一个五年计划”国家重点建设项目，要求在1957年底前发电。由中央燃料工业部中南水力发电工程局第二〇二测量队勘测。组建了电力工业部“上犹水力发电工程局”承建（局长张浙）。苏联水电专家华里西科、戛瓦里列茨、康德拉辛，苏联地质专家卡富里列茨指导建设。浙江衢州在建的黄坛口水电站因原计划配套建设的衢州化工厂、衢州水泥厂尚未开工，全部人员设备调往上犹江水电站工地现场。坝址选定为上犹江铁扇关，距上犹县城约18km。1955年3月动工兴建，建筑者最多时达13000余人。1955年6月开始坝基开挖。1957年7月大坝18万m3混凝土浇筑完毕，但由于下游伏旱严重，为满足农业灌溉用水，至8月下旬赣南地区普遍降水旱情缓解后，1957年8月29日上午九时开始蓄水。1957年11月30日“上犹江铁扇关水电站”（后更名为上犹江水力发电厂）四号、三号、二号水轮发电机组正式竣工发电，江西省委第一书记楊尚奎、江西省委书记白栋材、江西省副省长欧阳武、上犹江水电站启动委员会主任沈信祥（电力工业部水电建设总局副局长兼）、中共赣南区党委第一书记刘瑞森为发电剪彩。1957年12月5日正式向赣州城区供电。12月10日由承建单位正式签字移交给上犹江铁扇关水电站。土石方开挖93.4万m3，混凝土浇筑22.3万m3。1959年一号水轮发电机组投产发电。工程计划投资7560万元，实际使用5776.9万元，至1962年4月即收回全部投资。
上犹江水库淹没范围涉及上犹、崇义两个县，共淹没耕地31,534亩、山林2,140,591亩。移民23,612人（上犹12,814、崇义10,798）；其中迁至外县（兴国、南康、赣县）5,823人。
1988年12月大坝安全鉴定为“正常坝”。2019-10-18上犹江水电厂退出人工现场监盘工作，进入“无人值班、少人值守”集中管控新模式。2020年3月25日上犹江水电厂实现了安全生产10000天运行纪录。

## 图片

上犹江水电厂大坝全景
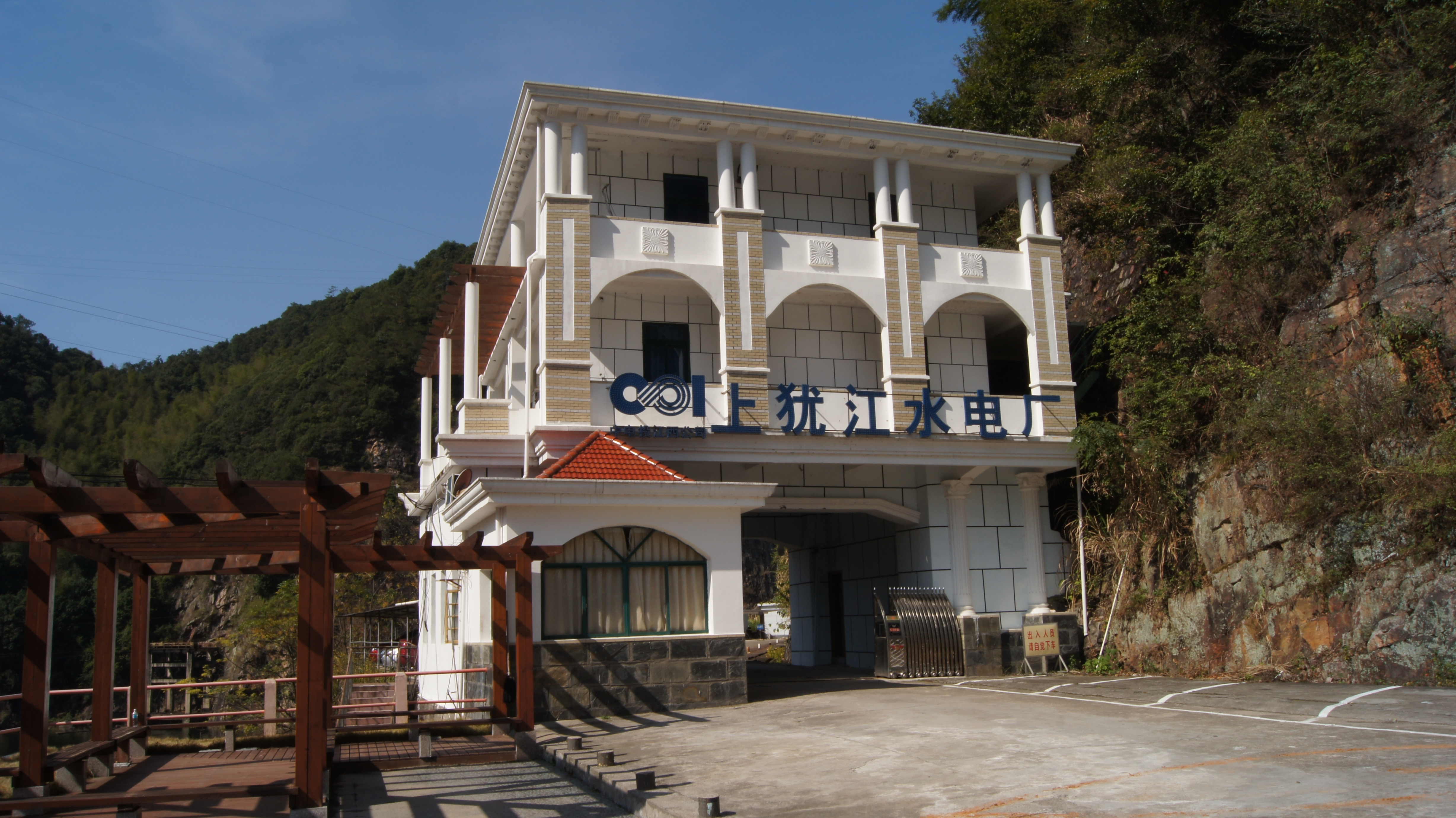
上犹江水电厂厂房入口
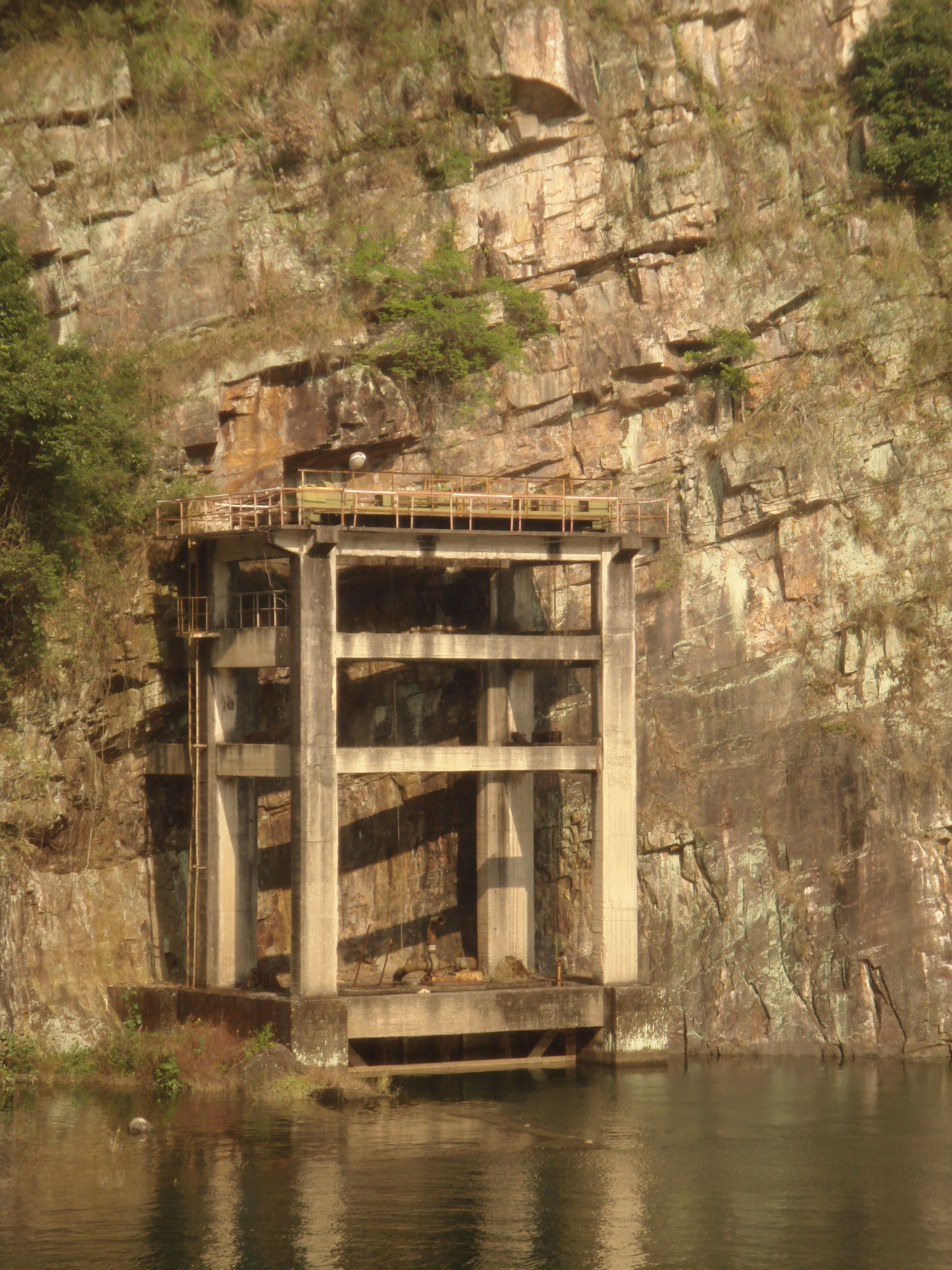
洩洪闸
阳明湖湖面